# Jo Voskuil

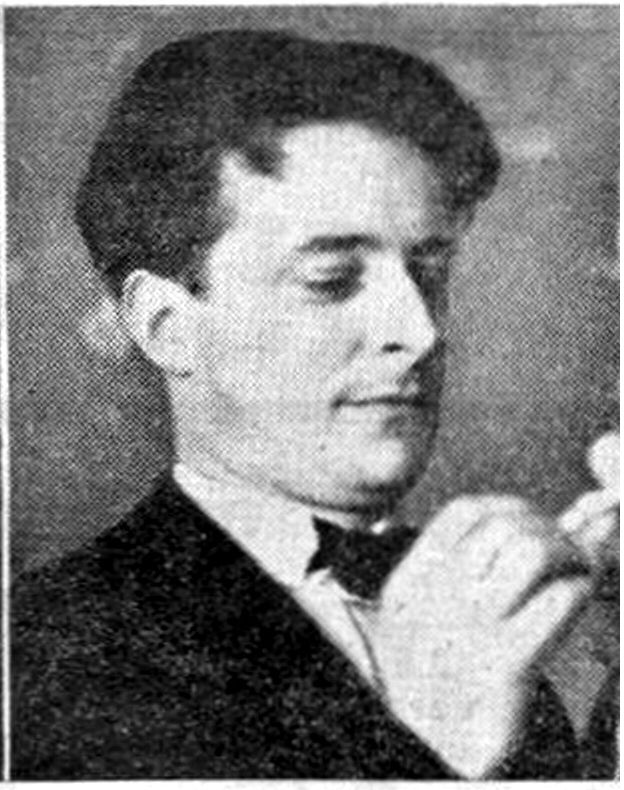
Jo Voskuil, 1931

Johan Jacob (Jo) Voskuil (Breda, 26 maart 1897 – Amsterdam, 22 juni 1972) was een Nederlandse kunstschilder, boekbandontwerper, illustrator en verzetsstrijder tijdens de Tweede Wereldoorlog.
Voskuil was onderwijzer in Breda, als schilder was hij autodidact. In de jaren '20 vertrok hij naar Bergen aan Zee waar hij zich volledig aan de kunst wijdde. Hij was communist en maakte veel politieke affiches en boekomslagen, zoals die van de Nieuwe Geïllustreerde Wereldgeschiedenis (1929-1932) onder redactie van Jan Romein. Van zijn affiches werden Arbeiders leest De Tribune (uit de jaren ’20) en De Olympiade onder dictatuur bekend. Hij maakte ze voor de expositie die hij samen met de fotograaf Cas Oorthuys in 1936 organiseerde om ten tijde van de Berlijnse genazificeerde Olympiade het werkelijke Duitsland te laten zien. Samen met Oorthuys vormde hij van 1932 tot 1935 het reclamebureau OV 20 (Oorthuys-Vos 20) en ontwierp daar ook boekbanden.
Voskuil was lid van de Amsterdamse kunstenaarsvereniging 'De Onafhankelijken', maar zegde zijn lidmaatschap op toen de vereniging zich eind 1941/begin 1942 aansloot bij de Nederlandsche Kultuurkamer. Voskuil vond aansluiting bij het illegale blad De Vrije Kunstenaar rond beeldhouwer en verzetsman Gerrit van der Veen. De clown was een van Voskuils favoriete onderwerpen, zoals zijn Clown met masker (1933, Breda’s Museum). Hij maakte ook een portret van Wim Ibo.
Voskuil trouwde op 5 mei 1938 met de Duitse operettezangeres, toneelspeelster en cabaretière Dora Paulsen. Zij kregen geen kinderen. Na haar overlijden in 1970 hertrouwde hij op 21 januari 1972 met de operazangeres Ruth Horna. Jo Voskuil overleed niet lang daarna.